# About Face
About Face je druhé sólové album britského kytaristy a zpěváka Davida Gilmoura, člena skupiny Pink Floyd. Album, které vyšlo v roce 1984 (viz 1984 v hudbě), šest let po jeho debutové desce, se v britském žebříčku prodejnosti hudebních desek vyšplhalo nejvýše na 21. příčku a v americkém žebříčku Billboard 200 dosáhlo 32. místa.
Album About Face bylo nahráno v roce 1983 v době, kdy již Pink Floyd jako skupina de facto neexistovala. V tomto roce vyšlo album The Final Cut, které již bylo celé dílem baskytaristy Rogera Waterse a zbylí členové kapely na něm již hráli téměř jako najatí studioví hudebníci. Proto se Gilmour odhodlal k vydání svého druhého alba, pro jehož nahrávání si pozval množství muzikantů.
Na albu About Face se nachází 10 písní, které jsou výhradně dílem Gilmoura, pouze u dvou z nich napsal texty Pete Townshend ze skupiny The Who. Skladba „Let's Get Metaphysical“ je instrumentální. Písně „Blue Light“ a „Love on the Air“ byly vydány jako singly. „Blue Light“ v disco stylu byla několikrát zvolena nejhorší písní ze sólové tvorby členů Pink Floyd.
Skladby „All Lovers Are Deranged“ a „Murder“ se v americkém žebříčku Hot Mainstream Rock Tracks umístily na 10., respektive na 13. místě.
V roce 2006 vyšlo About Face na CD v remasterované podobě.

## Seznam skladeb
Všechny skladby napsal(i) David Gilmour, pokud není uvedeno jinak. 
| Strana 1 | Strana 1        | Strana 1           | Strana 1 |
| Pořadí   | Název           | Autor              | Délka    |
| -------- | --------------- | ------------------ | -------- |
| 1.       | Until We Sleep  |                    | 5:15     |
| 2.       | Murder          |                    | 4:59     |
| 3.       | Love on the Air | Gilmour, Townshend | 4:19     |
| 4.       | Blue Light      |                    | 4:35     |
| 5.       | Out of the Blue |                    | 3:35     |

| Strana 2       | Strana 2                                | Strana 2           | Strana 2 |
| Pořadí         | Název                                   | Autor              | Délka    |
| -------------- | --------------------------------------- | ------------------ | -------- |
| 1.             | All Lovers Are Deranged                 | Gilmour, Townshend | 3:14     |
| 2.             | You Know I'm Right                      |                    | 5:06     |
| 3.             | Cruise                                  |                    | 4:40     |
| 4.             | Let's Get Metaphysical (instrumentální) |                    | 4:09     |
| 5.             | Near the End                            |                    | 5:36     |
| Celková délka: | Celková délka:                          | Celková délka:     | 45:18    |

## Obsazení
- David Gilmour – kytara, zpěv
- Jeff Porcaro – bicí, perkuse
- Pino Palladino – baskytara
- Ian Kewley – Hammondovy varhany, piano
- Steve Winwood – Hammondovy varhany (4), piano (3)
- Anne Dudley, Jon Lord – syntezátory
- Bob Ezrin – klávesy, orchestrální aranžmá
- Louis Jardine, Ray Cooper – perkuse
- The Kick Horns – žestě
- Vicki Brown, Sam Brown, Mickey Feat, Roy Harper – vokály
- Steve Rance – programování syntezátoru Fairlight CMI
- National Philharmonic Orchestra
- Michael Kamen – orchestrální aranžmá